# Holger Sundström
Holger Sundström, född 17 april 1925 i Göteborg, död 9 april 2023 i Högsbo i Göteborg, var en svensk seglare som tävlade i starbåt. 
Han blev olympisk bronsmedaljör i Tokyo 1964 tillsammans med Pelle Petterson.